# Merkur in Argos (Jordaens)
Merkur in Argos je slika flamskega baročnega slikarja Jacoba Jordaensa, naslikana okoli leta 1620. Na ogled je v Muzeju lepih umetnosti v Lyonu.

## Zgodovina
Jacob Jordaens se je rodil v Antwerpnu, Republika Nizozemska, leta 1593. Bil je vzgojen v bogati družini in dobil dobro izobrazbo, kar dokazuje njegovo svetopisemsko in mitološko znanje. Leta 1620 je naslikal sliko Merkur in Argos ter začel sodelovati z van Dyckom in Rubensom.
Lionski župan Jean-François Termes je umetniško delo kupil leta 1843 za 2000 frankov (1990 ameriških dolarjev). Obnovljeno je bilo leta 1991, posojeno pa je bilo Petit Palais med razstavo Jordaens (1593-1678), la gloire d'Anvers od 19. septembra 2013 do 19. januarja 2014.

## Opis
Slika se sklicuje na mit o Merkurju, Argosu in Io, ki ga najdemo v Metamorfozah, ki jih je napisal Ovid (I, 583; IX, 687):
Jupiter (Zevs) se zaljubi v Io, Herino svečenico, njegova žena pa hitro odkrije afero. Jupiter se spremeni v bika in Io spremeni v čudovito belo telico, da bi se skril pred Herino jezo. Hera razume njegovo strategijo in telico zahteva kot darilo. Za konec njune zveze Hera postavi Io pod stražo velikana Argosa Panoptesa, ki ima 100 oči. Jupiter ukaže svojemu sinu Merkurju (Hermes), naj Io osvobodi, tako da Argosa uspava z začarano piščaljo. Merkur povabi Argosa, preoblečen v pastirja, v svoj tabor, ga očara z uspavankami in mu nato odreže glavo.
Tako leži Argos v kosih, hladen in bled;
in vseh njegovih sto oči z vso njihovo svetlobo
se v eni večni noči naenkrat zapre.
Te Junona vzame, da jim ne bo več uspelo
in jih razprostira v kričavem repu svojega pava.

## Analiza

### Kompozicija
Uokvirjanje je osredotočeno na figure; platno je razrezano na desni strani in ostane malo prostora za pokrajino. Telici sta na zgornjem delu slike. Njuni telesi tvorita obrnjen trikotnik in skupaj s telesi likov tvorijo zvon (telica, človek, človek, telica), ki privlači oko. Ozadje je v resnici predznak umora; barve neba in grmovja so temne, tri od udeležencev gledajo v gledalca.
Merkur, preoblečen v bosonogega mladega pastirja s slamnatim klobukom, gleda v Argosa (ki ima za razliko od mita le dve očesi) in ga bo kmalu zadel smrtonosni udarec. Argos spi, z roko na palici. Prisoten je tudi Argosov pes, ki pa se zdi ovčji in neprizadet.
Dejansko pes gleda skriti nož pod Merkurjevo nogo. Merkurjevo gibanje z nožem, od spodaj navzgor na krožen način, poudarja vtis gibanja in krepi predlagano dramatično napetost.

### Barve in svetloba
Barve so temne; v levem spodnjem kotu, na desni strani in v sredini je grmičevje v rjavih in temno zelenih tonih; temno modra in odtenki sive za nebo, pa tudi zelo svetle barve, značilne za baročni slog s tehniko chiaroscúro, ki razsvetli like in dogajanje ter poudari njihovo anatomijo.
Svetloba umetniškega dela je podobna svetlobi nevihte; nebo je temno in svetloba surova. Nebo potrjuje ta občutek umirjenosti pred nevihto in umetniškemu delu daje dinamične značilnosti skupaj s krivuljami, ki ustvarjajo vtis gibanja. Zaradi zelo temnih barv tudi listi in telice dajejo mračen vtis.
Čeprav se pokrajina le sluti, prizor ni nasilen, ker je umor tik pred tem da se zgodi. Merkur je oblečen v modro in belo, Argos pa v rdečo, ti dve barvi pa si nasprotujeta. Modra se nanaša na Merkurjevo božanskost, bela pa na njegovo pretvarjanje nedolžnosti. Rdeča barva oznanja Argosovo smrt, ker je barva krvi, vendar je tudi odmev Caravaggia, ki je svojega svetega Heronima (Valletta) naslikal v rdečo barvo modrosti. Lahko si ga razlagamo tudi kot barvo poželenja, kot da je Argosa, očaranega, istočasno pokvaril Merkur. Tudi barve telic so v nasprotju; medtem ko je Io bela, barva čistosti, obstaja tudi črna, simbol smrtnosti in smrti, ki pokriva vogal slike in kaže na točko brez povratka.

### Estetika in sprejem
Kontrasti in gibi so poudarjeni z zornega kota prizorišča. Ni nadnaravnega vidika in na sliko očitno vpliva realizem, kot da bi se prizor lahko zgodil v resničnem življenju, razen dejstva, da so liki oblečeni v toge.
V potezah človeških značajev je resnična natančnost, natančnost, ki jo znova najdemo na slikah Caravaggia. Obstaja resnična študija anatomije, prikazana na Argosovi skrčeni koži. Mišice Merkurja so pomembne. Ta natančnost krepi baročni slog umetniškega dela.
Flamski slikar in pesnik iz 16. stoletja Karel van Mander je podal primer interpretacije Ovidovega mita; bolj kot konflikt med dvema generacijama obstaja nauk o morali. Argosa je očaral Merkur, ki predstavlja poželenje in željo in na koncu umre od njegove roke. 
Jordaens rad daje odmev morali na svojih slikah, tudi na tistih s prozaičnimi temami. Merkur in Argos je predstavitev mita, vendar ga tudi obnavlja z zelo baročnim slogom, na katerega vpliva realizem, ki mit ponovno vzpostavi v resničnosti in ga popularizira.